# Nakai Hideo
Nakai Hideo (japanisch 中井 英夫; geboren 17. September 1922 in Tabata (Präfektur Tokio); gestorben 10. Dezember 1993) war ein japanischer Dichter und Schriftsteller.

## Leben und Werk
Nakai Hideo war von 1949 bis 1960 Chefredakteur von „Nihon Tanka“ (日本短歌), „Tanka Kankyū“ (短歌研究) des Verlages „Nihon Tkanka-sha“ (日本短歌社), von „Tanka“ (短歌) des Verlages Kadokawa Shoten und von anderen Literaturmagazinen zum Thema Tanka. Dabei entdeckte und förderte er Lyriker wie Tsukamoto Kunio (1920–2005) und Shūji Terayama (1935–1983).
1964 begann Nakai unter dem Namen „Tō Akio“ (塔 晶夫) selbst zu schreiben. Mit der Veröffentlichung von „Kyomu–he no kumotsu“ (虚無への供物) – „Opfergabe an die Leere“ etablierte er sich als Verfasser ästhetisch geprägter Fantasieliteratur. Weitere Meisterwerke sind „Gensō hakubutsukan“ (幻想博物館) – „Museum der Illusionen“, „Akumu no koppai“ (悪夢の骨牌) – „Spielkarte des Albtraums“, „Jingaikyō tsūshin“ (人外境通信) – „Außermenschliche Kommunikation“, „Shinjubo no kushige“ (真珠母の匣) „Perlmutter-Schachtel“.
Dazu kommen weitere Werke wie „Toramputan“ (とらんぷ譚) – „Kartenspiel-Geschichte“, die Fortsetzungsgeschichte „Ningyō-tachi no yoru“ (人形たちの夜) „Nacht der Puppen“ und Kurzgeschichten wie „Mi-shiranu hata“ (見知らぬ旗) – „Seltsame Flagge“, „Kurotori no sasayaki“ (黒鳥の囁き) – „Flüstern des schwarzen Vogels“, „Bara e no kumotsu“ (薔薇への供物) – „Opfergabe an die Rose“. Er verfasste auch viele Kritiken und Essays wie „Kokui no tanka-shi“ (黒衣の短歌史) – etwa „Geschichte der schwarzen Tanka“ oder „Gesshoku-ryō sengen“ (月蝕領宣言) – etwa „Erklärung zur Mondfinsternis“.
Nakai wurde 1974 für „Spielkarte des Albtraums“ mit dem 2. Izumi-Kyōka-Literaturpreis und 1996 für „Kazoku no shin’en“ (家族の深淵) – „Abgründe einer Familie“ mit dem Mainichi-Kulturpreis ausgezeichnet. Es gibt Sammelausgaben seiner Werke: „Nakai Hideo Sakuhinshū“ (中井英夫作品集) in 10 Bänden und einem Ergänzungsband des Verlags San-ichi Publishing (三一書房) und „Nakai Hideo Zenshū“ (中井英夫全集) des Verlags Tōkyō Sōgensha (東京創元社).